# Step you/is this Love?
STEP you/is this LOVE? – trzydziesty piąty singel japońskiej piosenkarki Ayumi Hamasaki, wydany 20 kwietnia 2005. Płyta DVD zawierała 3 wideoklipy do utworów STEP you, is this LOVE?, my name's WOMEN. W pierwszym tygodniu sprzedano 164 008 kopii, natomiast 345 340 kopii całościowo w Japonii, a 403 000 kopii przez wytwórnię Avex.

## Lista utworów
| CD  |                                               |               |              |      |
| Nr  | Tytuł                                         | Muzyka        | Aranżacja    | Czas |
| 1.  | "STEP you (Original Mix)"                     | Kazuhiro Hara | CMJK         | 4:25 |
| 2.  | "is this LOVE? (Original Mix)"                | Miki Watanabe | HΛL          | 4:55 |
| 3.  | "STEP you (Original Mix -Instrumental-)"      | Kazuhiro Hara | CMJK         | 4:24 |
| 4.  | "is this LOVE? (Original Mix -Instrumental-)" | Miki Watanabe | HΛL          | 4:52 |
| DVD |                                               |               |              |      |
| Nr  | Tytuł                                         | Muzyka        | Reżyser      | Czas |
| 1.  | "STEP you" (video clip)                       | Kazuhiro Hara | Tetsuo Inoue | 4:52 |
| 2.  | "is this LOVE?" (video clip)                  | Miki Watanabe | Masashi Muto | 4:55 |
| 3.  | "my name's WOMEN" (video clip)                | Bounceback    |              |      |

## Wystąpienia na żywo
- 13 kwietnia 2005 – Minna no Terebi – "STEP you"
- 16 kwietnia 2005 – CDTV – "STEP you"
- 22 kwietnia 2005 – Music Fighter – "STEP you"
- 29 kwietnia 2005 – Music Station – "STEP you"
- 6 maja 2005 – Music Station – "STEP you" i "is this LOVE?"
- 31 grudnia 2005 – CDTV Special 2005-2006 – "STEP you" i "Bold & Delicious"